# Causerie
Die Causerie (lateinisch causa ‚(Ur)Sache‘; französisch causer ‚plaudern‘) ist eine unterhaltsame, gebildete Plauderei in literarischer oder geselliger Gestalt. Zumeist handelt es sich um kurze, informelle essayistische Arbeiten bzw. Vorträge; überwiegend geht es hierbei um journalistische oder literarische Themen.

## Ursprung, Geschichte
Der im 19. und 20. Jahrhundert europaweit geläufige Ausdruck stammt ursprünglich von einer berühmten Essay-Sammlung des französischen Autors und Literaturkritikers Charles-Augustin Sainte-Beuve (1804–1869), betitelt Causeries du lundi. Diese damals 28 Bände umfassende Kollektion erschien zunächst stetig 1849–1869 in einer wöchentlichen Kolumne von jeweils etwa 3000 Worten. Ihrem Urheber brachte sie eine Professur ein, die Ernennung zum Senator und bleibende Berühmtheit (vgl. Artikel in der Encyclopedia Britannica).
Die literarische Methode, Denkweisen seiner Charaktere durch Dialoge zu vermitteln, wird bei Theodor Fontane als die Technik der Causerie bezeichnet.

## Zeitgenössische Beispiele
In der heutigen Nachfolge der journalistischen Causerie stehen z. B. Das Streiflicht der Süddeutschen Zeitung und das Politische Feuilleton auf Deutschlandfunk Kultur. In Buchform sind mustergültig einige der Werke von Sir Peter Ustinov und die literaturkritischen Arbeiten Marcel Reich-Ranickis dieser Form zuzuordnen. Im Internet entsprechen ihr die anspruchsvolleren unter den Blogs (Internet-Tagebücher).
In der Schweiz (insbesondere den deutschsprachigen Kantonen), Frankreich sowie Großbritannien ist der Begriff für informelle Gesprächskreise und Treffen sehr gebräuchlich. Das reicht von Mütter-Selbsthilfegruppen über mittelständische Unternehmenspräsentationen bis zu Vernissagen, Soirées über den Neoliberalismus, Literaturkreisen oder Jazz-Causerie genannten Musiker-Sessions. In Süddeutschland und in den ostdeutschen Bundesländern findet sich der Begriff ebenfalls lebendig als örtliches gesellschaftliches Ereignis. Hier dominieren institutionelle Formen, z. B. als akademische Causerie der Akademie der Wissenschaften, als Kultur-Causerie des Stadtschreibers in Mainz (Mainzer Stadtschreiber), als Causerie litteraire oder musicale der örtlichen Volkshochschulen. Selbst in Finnland und in Japan steht dieser Begriff für eine beständige Tradition kulturellen Austausches, was die Webrecherche belegt.